# Pegomya neopalposa
Pegomya neopalposa este o specie de muște din genul Pegomya, familia Anthomyiidae, descrisă de John Otterbein Snyder în anul 1957. Conform Catalogue of Life specia Pegomya neopalposa nu are subspecii cunoscute.